# Флюр (местность)

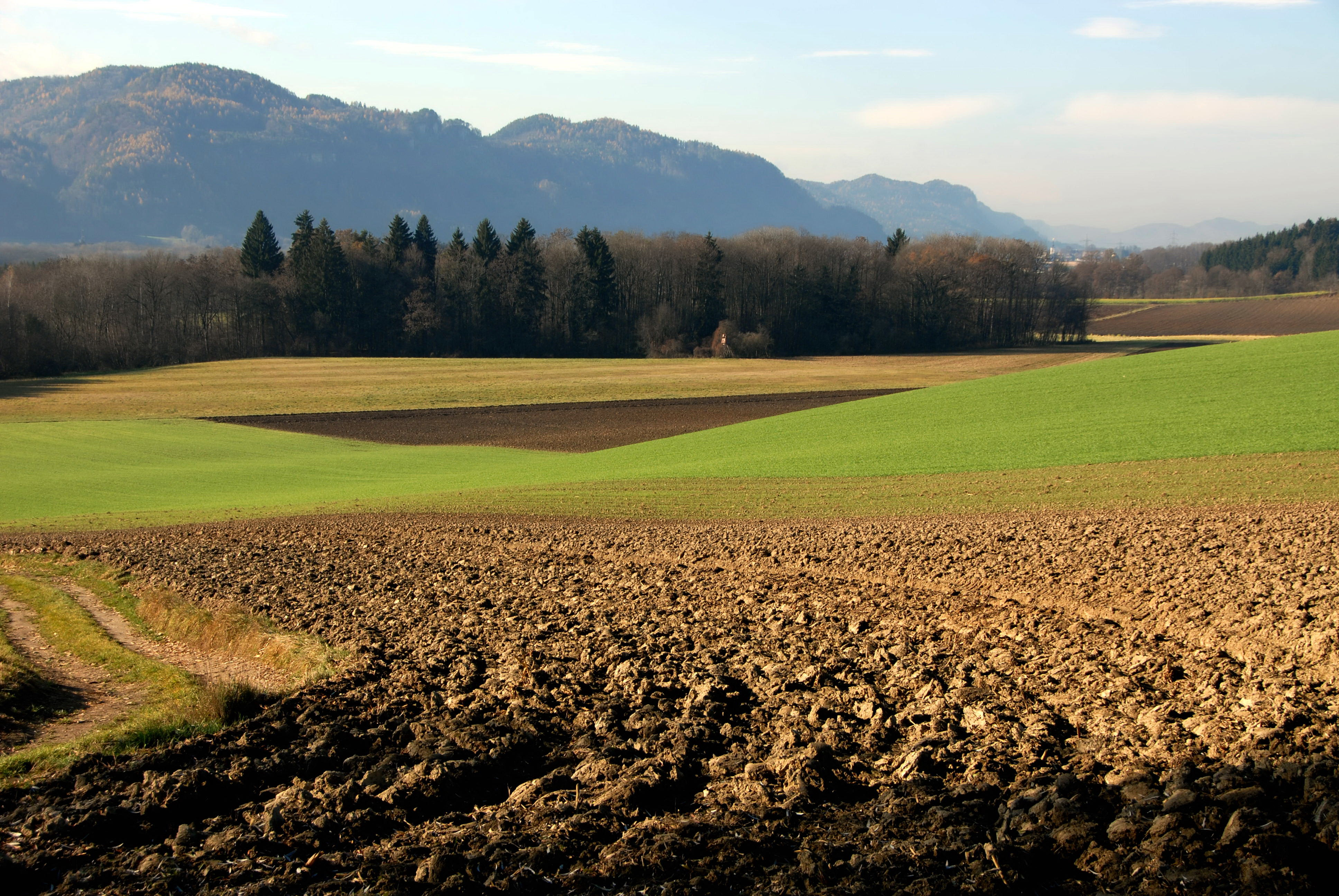
флюр в общине Графенштайн

Флюр (нем. Flur) — термин, применяемый в Германии для открытой земли в строительном праве и в своём старом значении является синонимом ландшафта, но сегодня конкретно самой открытой местности, в отличие от леса (открытое поле, отсюда и выражение «в лесу и поле»), и включает в себя сельскохозяйственные земли и различные формы залежей. Говорят также о пастбищах или зеленых насаждениях, но это не относится к полю в целом, а скорее к общим (существующим) пахотным землям и, в частности, к лугам или газонам, даже в застроенных районах. Второе значение флюра — земельный кадастровый подрайон кадастрового района (гемаркунга).

## История

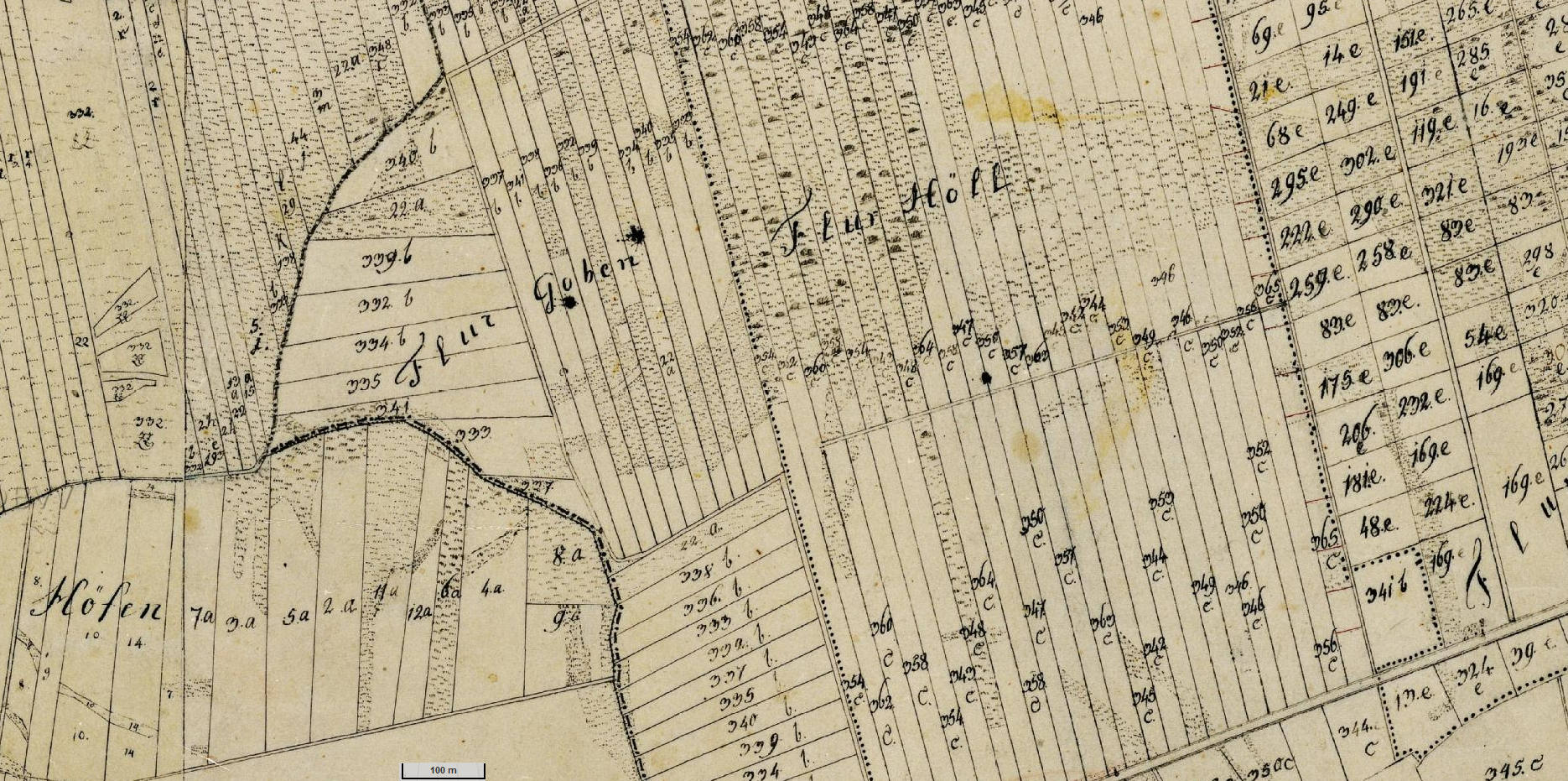
Историческая флюркарта (кадастровая карта) Баварского государственного кадастра с кадастровыми границами (блочные и протяжённые флюры)

Первоначально этот термин относился ко всему необитаемому ландшафту. Из этого этимологически более старого использования произошёл термин «название поля» (нем. Flurname) или «обозначение поля» (нем. Flurbezeichnung) для собственного имени небольшой части ландшафта (например, названия отдельных лугов и полей, названия небольших образований рельефа, таких как холмы и впадины, а также растительности, такой как леса) или термин «повреждение поля» (нем. Flurschaden). В этом смысле он до сих пор используется в геодезии и сохранился в юридическом термине «открытая дорога».
Однако позднее термин «Флюр» был сужен до понятия открытой земли, т. е. открытой местности, которая не застроена и не покрыта лесом. Однако значение этого слова всегда оставалось близким к понятию культурного ландшафта. Здесь территория делилась на леса и земельные участки, тропы и водотоки, сооружения, а также пустоши и болота.
Там, где фермер был свободным земледельцем, позднее, с окончанием феодализма и крупного землевладения, этот термин был перенесен на участки сельскохозяйственной земли (флюрштуки), сельскохозяйственную площадь поселения и экономического объединения — парцеллу — как таковую: там парцелла (или флюрштуки) относится к разделенной на парцеллы сельскохозяйственной площади. В зависимости от формы участка обрабатываемой земли различают типы флюров,  например, блочный флюр, полосовой флюр, полосо-деляночный флюр, длиннополосно-деляночный флюр (для очень длинных флюров) и т. д.
Общая земля (общие торговые марки) находятся в совместной или кооперативной собственности. Они также не считаются флюрами. То же самое относится и к открытым территориям Альпийского региона и альпийским пастбищам.
Флюры были подразделениями налоговых общин, которые были разграничены по площади.

## Обычаи, связанные с флюрами и флюрштуками
Флурумганг (нем. Flurumgang) — название ритуального обхода участка земли, который в Средние века церковь превратила в молитвенную процессию о процветании полей. С юридической точки зрения он служил взаимным подтверждением земельных и муниципальных границ между соседями. Дорожные знаки и границы владений обозначались с помощью стихов и поэм.
В католической традиции пальмовая ветвь, помещенная в центр участка земли, также знаменует благословение весны, а также права собственности и намерения относительно того, как участок будет обрабатываться в наступающем сезоне.